# Comuna Radîci, Volodarsk-Volînskîi
Radîci (în ucraineană Радицька сільська рада) este o comună în raionul Volodarsk-Volînskîi, regiunea Jîtomîr, Ucraina, formată din satele Budo-Rîjanî, Haikî, Katerînivka, Radîci (reședința), Stebnîțea și Zakomirnea.

## Demografie
Componența lingvistică a satului Radîci
     Ucraineană (98,02%)
     Alte limbi (1,52%)
Conform recensământului din 2001, majoritatea populației satului Radîci era vorbitoare de ucraineană (98,02%), existând în minoritate și vorbitori de alte limbi.